# Komarowo
Komarowo (russisch Комарово, finnisch Kellomäki) ist eine kleine Ortschaft im Rajon Kurort von Sankt Petersburg am Finnischen Meerbusen. Der Ort liegt an der Eisenbahnlinie Sankt Petersburg – Wyborg, etwa 45 km nordwestlich von Petersburg. Komarowo hat 1230 Einwohner (Stand 14. Oktober 2010).
Komarowo ist ein bedeutender Kur- und Wohnort und für seine Sandstrände, Dünen, Waldkiefer- und Fichtenwälder sowie eiszeitlichen Seen bekannt.

## Geschichte
Die Siedlung entwickelte sich Anfang des 20. Jahrhunderts im Rahmen des Baus einer Eisenbahnlinie von Sankt Petersburg nach Wyborg und dem Sommerhausbaubooms (in Russland Datscha genannt) in der Region. Der Eröffnungstag der Bahnstation am 1. Mai 1903 gilt seitdem als inoffizieller Gründungstag von Kellomäki.
1908 wurde die russisch-orthodoxe Kirche des Heiligen Geistes erbaut, welche jedoch bereits 1917 einem Feuer zum Opfer fiel.

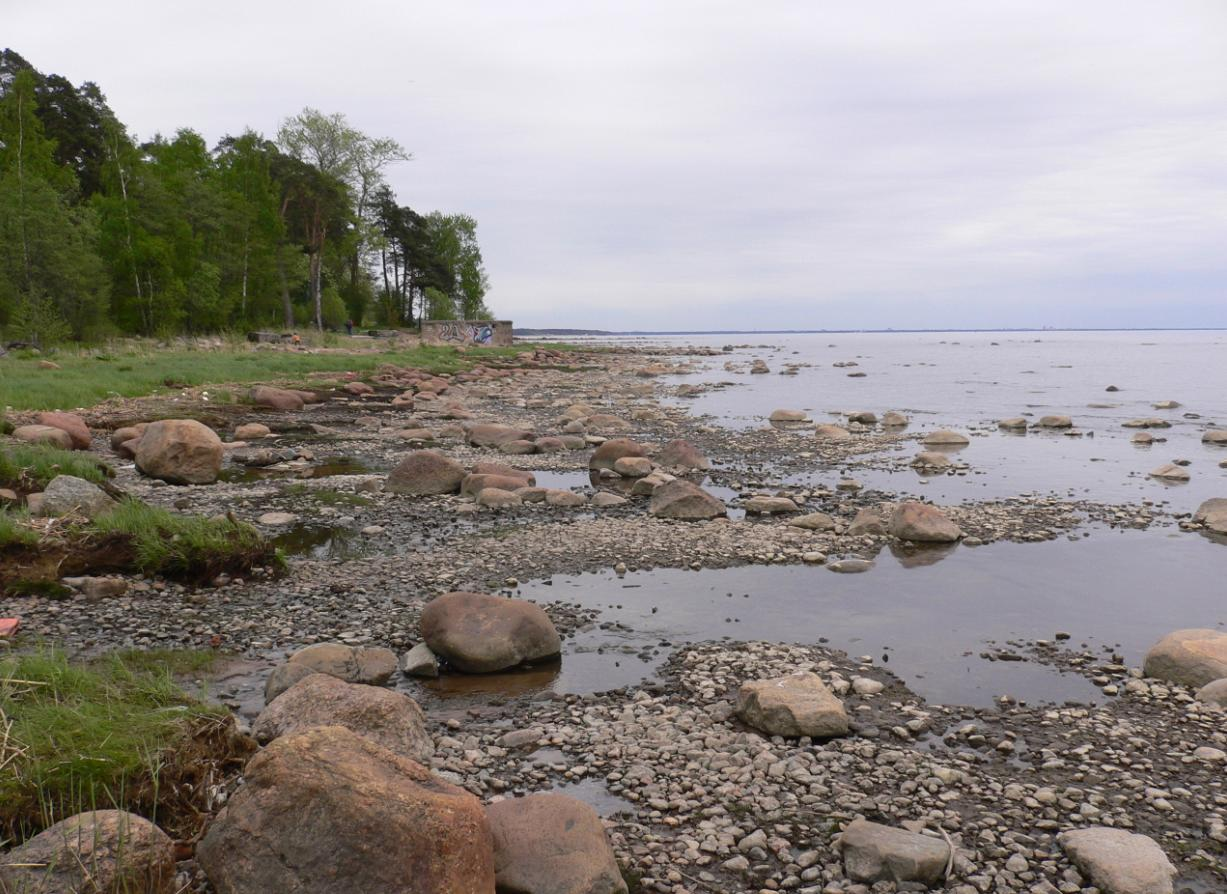
Ostseeküste bei Komarowo

Bis zum Jahr 1916 zählte man bereits 800 Datschen in Kellomäki. Bereits in dieser Zeit vor der Russischen Revolution ließen sich viele bekannte Persönlichkeiten Russlands hier nieder wie zum Beispiel der Juwelier Peter Carl Fabergé, der Schriftsteller Leonid Andrejew, die Ballerina Matilda  Kschessinskaja und der St. Petersburger Schokoladenfabrikant George Borman.
Die rasante Entwicklung des Ortes wurde durch die Unabhängigkeitserklärung Finnlands im Jahre 1917 unterbrochen. Viele Datschenbesitzer verließen den Ort. Zu Beginn des sowjetisch-finnischen Krieges lebten noch 167 Familien in Kellomäki. Viele von ihnen wurden während der russisch-finnischen Grenzstreitigkeiten im Oktober 1939 nach Järvenpää evakuiert. Am 30. November kapitulierte dann Kellomäki nach einem Artilleriebombardement den sowjetischen Truppen.
Der Ort wurde durch den Moskauer Friedensvertrag 1940 Teil der Sowjetunion. Unmittelbar nach dem Zweiten Weltkrieg veröffentlichte der Rat der Volkskommissare das Dekret Nr. 2638 über die Bildung von Datschen für die Mitglieder der Akademie der Wissenschaften der UdSSR. Standardhäuser aus Finnland (im Rahmen von Kriegsreparationsleistungen) wurden nach Kellomäki transportiert und aufgebaut.
1948 wurde Kellomäki zu Ehren des Botanikers Wladimir Komarow, Präsident der Akademie der Wissenschaften im Jahre 1948, umbenannt in Komarowo. Spezielle Datschen wurden nun für Schriftsteller, Komponisten, Schauspieler sowie auch Nuklearwissenschaftler errichtet. Durch die leichte Erreichbarkeit des Ortes durch die elektrische Eisenbahnverbindung wurde Komarowo im Laufe der Zeit ein Ort der Leningrader Intelligenzija.
Seit den 1990er Jahren schwächte sich jedoch die wissenschaftliche und kulturelle Tradition Komarowos etwas ab und nun lassen sich hier viele Neureiche nieder. 2005 wurde die gemeinnützige Organisation Kellomäki-Komarowo gegründet. Projekte sind u. a. der Bau einer neuen Kirche, die Eröffnung eines Museums und der Schutz der malerischen Wälder um Komarowo.
Komarowo wurde in der ganzen UdSSR in den 1980er Jahren durch ein populäres Lied von Igor Skljar bekannt „На недельку, до второго, Я уеду в Комарово“ („Für eine Woche bis zum zweiten [Tag des Monats] verreise ich nach Komarowo“). Der Strand von Komarowo war vermutlich auch die Szene für die 16. Episode von Nu, pogodi! (einer populären russischen Zeichentrickserie).

### Bevölkerungsentwicklung
| Jahr | Einwohner |
| ---- | --------- |
| 1970 | 1389      |
| 1979 | 903       |
| 1989 | 1635      |
| 2002 | 1062      |
| 2010 | 1230      |

Anmerkung: Volkszählungsdaten

## Persönlichkeiten
Literatur

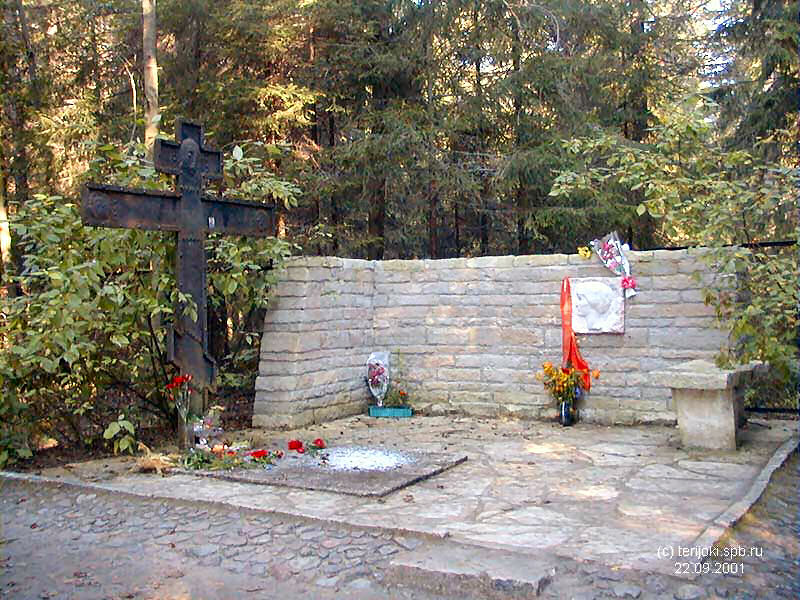
Grab von Anna Achmatowa in Komarowo

- Fjodor Alexandrowitsch Abramow, Schriftsteller (* 29. Februar 1920, † 14. Mai 1983)
- Leonid Nikolajewitsch Andrejew, Schriftsteller (* 21. August 1871, † 12. September 1919)
- Anna Andrejewna Achmatowa, Dichterin (* 23. Juni 1889, † 5. März 1966)
- Joseph Brodsky, Dichter (* 24. Mai 1940, † 28. Januar 1996)
- Daniil Alexandrowitsch Granin, Schriftsteller (* 1. Januar 1919)
- Lidija Kornejewna Tschukowskaja, Schriftstellerin (* 24. März 1907, † 8. Februar 1996)
- Lydia Ginzburg, Literaturkritikerin (* 18. März 1902, † Juli 1990)
- Dmitri Sergejewitsch Lichatschow, Linguist (* 28. November 1906, † 30. September 1999)
- Wera Fjodorowna Panowa, Schriftstellerin (* 20. März 1905, † 3. März 1973)
- Jewgeni Lwowitsch Schwarz, Dramatiker (* 21. Oktober 1896, † 15. Januar 1958)
- Michail Leonidowitsch Slonimski, Schriftsteller (* 1. August 1897, † 8. Oktober 1972)
- Arkadi und Boris Strugazki, Science-Fiction-Schriftsteller

Kunst und Architektur
- Natan Issajewitsch Altman, Maler (* 22. Dezember 1889, † 12. Dezember 1970)
- Boris Borissowitsch Piotrowski, Direktor der Eremitage (* 14. Februar 1908)
- Sergei Speranski, Architekt (* 23. Mai 1914, † 13. März 1983)
- Iwan Wladimirow, Maler, Grafikkünstler (* 10. Januar 1870, † 14. Dezember 1947)

Musik
- Juri Anatoljewitsch Balkaschin, Komponist (* 18. Oktober 1923, † 24. Oktober 1960 in Komarowo)
- Boris Grebenschtschikow, Rockmusiker (* 27. November 1943)
- Oleg Karawaitschuk, Komponist (* 28. Dezember 1927, † 13. Juni 2016)
- Boris Lasarewitsch Kljusner, Komponist (* 1. Juni 1909, † 21. Mai 1975 in Komarowo)
- Grigori Abramowitsch Krein, Komponist (* 18. März 1879, † 6. Januar 1955 in Komarowo)
- Sergei Anatoljewitsch Kurjochin, Rockmusiker (* 16. Juni 1954, † 9. Juli 1996)
- Dmitri Dmitrijewitsch Schostakowitsch, Klassischer Komponist (* 25. September 1906, † 9. August 1975)
- Wassili Solowjow-Sedoi, Liedermacher (* 25. April 1907, † 2. Dezember 1979)

Wissenschaft
- Schores Iwanowitsch Alfjorow, Physiker, Nobelpreisträger (* 15. März 1930, † 1. März 2019)
- Iwan Antonowitsch Jefremow, Paläontologe und Science-Fiction-Schriftsteller (* 22. April 1908, † 5. Oktober 1972)
- Dmitri Konstantinowitsch Faddejew, Mathematiker (* 30. Juni 1907, † 20. Oktober 1989)
- Wladimir Alexandrowitsch Fock, Mathematiker (* 22. Dezember 1898, † 27. Dezember 1974)
- Alexander Alfonsowitsch Grossheim, Botaniker (* 6. März 1888, † 4. Dezember 1948)
- Abram Fjodorowitsch Ioffe, Physiker (* 29. Oktober 1880, † 14. Oktober 1960)
- Wladimir Leontjewitsch Komarow, Botaniker (* 13. Oktober 1869, † 5. Dezember 1945)
- Juri Wladimirowitsch Linnik, Mathematiker (* 8. Januar 1915, † 30. Juni 1972)
- Leon Abgarowitsch Orbeli, Physiologe (* 7. Juli 1882, † 9. Dezember 1958)
- Wiktor Maximowitsch Schirmunski, Philologe (* 2. August 1891, † 31. Januar 1971)
- Michail Michailowitsch Somow, Ozeanologe (* 7. April 1908, † 30. Dezember 1973)
- Wiktor Borissowitsch Soschawa, Geograph (* 20. Juni 1905, † 29. Dezember 1978 in Komarowo)
- Wladimir Iwanowitsch Smirnow, Mathematiker (* 10. Juni 1887, † 11. Februar 1974)
- Alexei Fjodorowitsch Trjoschnikow, Polarforscher (* 14. April 1914, † 18. November 1991)

Theater und Kino
- Alexei Wladimirowitsch Batalow, Schauspieler (* 20. November 1928, † 15. Juni 2017)
- Nikolai Konstantinowitsch Tscherkassow, Schauspieler (* 27. Juli 1903, † 14. September 1966)
- Alissa Brunowna Freindlich, Schauspielerin (* 8. Dezember 1934)
- Grigori Michailowitsch Kosinzew, Regisseur (* 20. März 1905, † 11. Mai 1973)
- Nadeschda Nikolajewna Koschewerowa, Regisseurin (* 23. September 1902, † 22. Februar 1989)
- Andrei Iwanowitsch Krasko, Schauspieler (* 10. August 1957, † 4. Juli 2006)
- Matilda Felixowna Kschessinskaja, Ballerina (* 31. August 1872, † 6. Dezember 1971)
- Innokenti Michailowitsch Smoktunowski, Schauspieler (* 18. März 1925, † 3. August 1994)
- Georgi Alexandrowitsch Towstonogow, Theaterregisseur (* 28. September 1915, † 24. Mai 1989)
- Galina Sergejewna Ulanowa, Ballerina (* 8. Januar 1910, † 21. März 1998)

Andere
- George Borman, Besitzer einer bekannten Petersburger Schokoladenfabrik (* 6. Februar 1873, † 8. Januar 1952)
- Peter Carl Fabergé, Juwelier (* 30. Mai 1846, † 24. September 1920)
- Augustin Reiche, Sprachtherapeut
- Anna Alexandrowna Wyrubowa, Hoffräulein der Romanow-Familie (* 16. Juli 1884, † 20. Juli 1964)